# 天童市立第四中学校
天童市立第四中学校（てんどうしりつ だいよんちゅうがっこう、英: Tendo Civic 4th Junior High School）は、山形県天童市にある公立中学校。略称は天四中（てんよんちゅう）、天童四中、天童市内では四中（よんちゅう）とも呼ばれている。

## 学区
- 天童市立天童中部小学校（一部地区を除く）
- 天童市立成生小学校

## 沿革
- 1992年（平成4年）4月1日 - 天童市立第二中学校と天童市立第三中学校から上記学区を分離し開校。

## 生徒
創立当時は一学年200人程度の生徒数であったが、現在では130人ほどである。学級数も最初は6クラスであったが2002年（平成14年）から4クラスに減った。
出身小学校の割合は大体、天童中部小学校が8割、成生小学校が2割である。

## 主な学校行事
- 入学式（4月8日頃）
- 創立記念式（5月上旬）
- 修学旅行（第3学年・5月）
- 職場体験（第2学年・5月）
- 宿泊研修（第1学年・5月）
- 体育祭（9月第1土曜日）
- 合唱コンクール（11月第1週）
- 卒業式（3月16日）

## 所在地
- 〒994-0003 山形県天童市柏木町一丁目3番1号